# مالی منئوز
مالی منئوز (انگلیسی: Maly Meneuz) یک شهرک در شهرستان بیژبولیاکسکی باشقیرستان کشور روسیه است.